# Артезианское сельское муниципальное образование
Артезиа́нское се́льское муниципа́льное образова́ние — сельское поселение в Черноземельском районе Калмыкии.
Центр муниципального образования — посёлок Артезиан.

## География
Площадь СМО составляет 167 869 га. Сельское поселение расположено в юго-восточной части района в прибереговой зоне Прикаспийской низменности с очень незначительными колебаниями относительных высот. Высота над уровнем моря административного центра поселения составляет −24 м.
Муниципальное образование граничит с Кумским СМО, Комсомольским СМО, Нарын-Худукским СМО, Улан-Хольским СМО Лаганского района, Тарумовским районом Республики Дагестан. Расстояние от административного центра СМО до города Элиста −320 км, до районного центра — 72 км.

### Климат
Климат Артезианского СМО резко континентальный, характеризуется жарким и очень сухим летом, малоснежной, иногда с большими холодами, зимой. Самый холодный месяц — январь. Средние температуры января отрицательные: от −7…−9 °C до −10…−12 °C, минимальная температура января: −33…−35 °C. Средние температуры июля составляют +23,5…+25,5 °C. Абсолютный максимум температуры в жаркие года достигает +42…+45 °C.
Продолжительность безморозного периода составляет 173—186 дней. Особенностью климата является значительная продолжительность солнечного сияния, которое составляет 182—186 дней в году.
Годовое количество осадков составляет порядка 200—350 мм. К юго-востоку годовое количество осадков уменьшается до 175 мм.
Летом осадки кратковременные, редки и носят ливневый характер. В зимнее время осадки отличаются большей продолжительностью, но малой интенсивностью. Число дней со снежным покровом составляет 40-54. Высота снежного покрова незначительна — не более 10 см. Число дней с оттепелями достигает 50 в год.
Относительная влажность воздуха низкая, менее 30 %. Испаряемость за вегетационный период значительно превосходит количество выпадающих осадков. Увлажнение недостаточное, коэффициент увлажнения 0,2-0,3. За вегетационный период число дней с суховеями колеблется от 100 до 125.
Полезные ископаемые
Повсеместно распространённым видом сырья является кирпично-черепичное сырье, локальное распространение имеет поваренная соль. Также в пределах поселения имеется ряд месторождений углеводородного сырья (1 нефтегазовое и 2 нефтяных)

## История
Сельсовет образован в 1947 году. Преобразован в муниципальное образование в 2001 году. Современные границы утверждены в 2003 году.

## Население
| 2002  | 2010  | 2011  | 2012  | 2013  | 2014  | 2015  |
| ----- | ----- | ----- | ----- | ----- | ----- | ----- |
| 3279  | ↗3283 | ↗3289 | ↘3217 | ↘3159 | ↘3134 | ↘3102 |
| 2016  | 2017  | 2018  | 2019  | 2020  | 2021  |       |
| ↗3116 | ↗3117 | ↘3096 | ↘3058 | ↘3025 | ↗3117 |       |

По данным на 1 января 2012 года демографическая ситуация в целом стабильная, последние десятилетия в поселении наблюдается естественный прирост и миграционная убыль населения. В целом, за период 2005—2011 годы в результате миграционной убыли население Артезианского СМО уменьшилось на 280 человек, вместе с тем за указанный период произошла частичная компенсация убыли за счет естественного прироста (+52).
Плотность населения 1,9 человека на 1 км2. При этом население поселения размещено неравномерно, так, 61,4 % сконцентрировано в административном центре — поселке Артезиан, 34,5 % населения — посёлке Буровой.

### Национальный состав
По данным Всероссийской переписи населения 2010 года:
| Национальность | Численность (чел.) | Процентное соотношение |
| -------------- | ------------------ | ---------------------- |
| Калмыки        | 1 470              | 44,79%                 |
| Русские        | 784                | 23,89%                 |
| Даргинцы       | 449                | 13,68%                 |
| Аварцы         | 258                | 7,86%                  |
| Чеченцы        | 154                | 4,69%                  |
| Кумыки         | 52                 | 1,58%                  |
| Лезгины        | 34                 | 1,04%                  |
| Другие         | 80                 | 2,44%                  |
| Не указали     | 1                  | 0,03%                  |
| Всего          | 3 282              | 100,00%                |

## Состав сельского поселения
| № | Населённый пункт | Тип населённого пункта          | Население |
| - | ---------------- | ------------------------------- | --------- |
| 1 | Андратинский     | посёлок                         | ↗123      |
| 2 | Артезиан         | посёлок, административный центр | ↗2105     |
| 3 | Буровой          | посёлок                         | ↗1127     |
| 4 | Ермолинский      | посёлок                         | ↗32       |
| 5 | Светлый Ерек     | посёлок                         | →9        |

## Транспортная инфраструктура
Через территорию СМО проходит железнодорожная ветка Кизляр-Астрахань СКЖД, по территории СМО проходят автодороги Р-215 (Астрахань-Махачкала) и автодорога регионального значения Яшкуль — Комсомольский — Артезиан.